# آرامگاه هفت معصوم
بقعه هفت معصوم مربوط به دوره تیموریان است و در شهرستان جوین، روستای کروژده واقع شده و این اثر در تاریخ ۱۰ مهر ۱۳۸۰ با شمارهٔ ثبت ۴۰۳۸ به‌عنوان یکی از آثار ملی ایران به ثبت رسیده است.